# Buchholz (powiat Schaumburg)
Buchholz – miejscowość i gmina w Niemczech w kraju związkowym Dolna Saksonia, w powiecie Schaumburg, wchodzi w skład gminy zbiorowej Eilsen.